# Acido eicosatetraenoico
Acido eicosatetraenoico  in sigla ETA definisce un acido grasso con 20 atomi di carbonio e 4 doppi legami C=C. 
Sono di particolare interesse come acidi grassi essenziali due isomeri:
- acido tutto-cis 5,8,11,14-eicosatetraenoico: un omega-6 noto come acido arachidonico, formato dalla desaturazione dell'acido diomo-gamma-linolenico (DGLA, 20:3 ω-6).
- acido tutto-cis 8,11,14,17-eicosatetraenoico: un omega-3 noto come acido juniperonico[1]. Un intermedio tra l'acido stearidonico (18:4 ω-3) e l'acido timnodonico (EPA, 20:5 ω-3).

Nell'uso comune e spesso anche nella letteratura scientifica il nome acido eicosatetraenoico e la sigla ETA vengono attribuiti al solo acido arachidonico.
Entrambi gli isomeri, a concentrazioni analoghe, si trovano comunemente negli oli di pesce come l'olio di fegato di merluzzo.